# Perrine Clauzel
Perrine Clauzel (Colmar, 5 april 1994) is een Frans wielrenster en veldrijdster.
Op het EK veldrijden in 2020 werd ze vijfde. Ook nam ze deel aan het WK veldrijden bij de elite.
In 2016 nam ze voor Frankrijk deel aan de Olympische Zomerspelen in Rio de Janeiro, op het onderdeel Mountainbike, en op het onderdeel Cross Country.
De jongere zus van Perrine, Hélène Clauzel is ook veldrijdster.

## Palmares

### Veldrijden
Podiumplaatsen elite
| Legenda                       |
| ----------------------------- |
| Wereldkampioenschappen        |
| Continentale kampioenschappen |
| Nationale kampioenschappen    |
| Wereldbeker                   |
| Superprestige                 |
| Trofee                        |
| Overige veldritten            |

| Nr.           | Seizoen       | Datum             | Veldrit                                    | Cat.          | Wedstrijdserie          |       |
| Overwinningen | Overwinningen | Overwinningen     | Overwinningen                              | Overwinningen | Overwinningen           |       |
| ------------- | ------------- | ----------------- | ------------------------------------------ | ------------- | ----------------------- | ----- |
| 1.            | 2019-2020     | 28 september 2019 | Chazal Cup, Vittel                         | C2            | Overige (#1)            |       |
| 2.            | 2019-2020     | 29 september 2019 | Canyon Cross Race, Vittel                  | C2            | Overige (#2)            |       |
| 3.            | 2019-2020     | 6 oktober 2019    | EKZ CrossTour Aigle, Aigle                 | C1            | EKZ CrossTour           |       |
| 4.            | 2019-2020     | 13 oktober 2019   | 1ere manche de Coupe de France, La Mézière | C2            | Coupe de France         |       |
| 5.            | 2024-2025     | 17 november 2024  | Cyclocross Dielsdorf, Dielsdorf            | C2            | Swiss Cyclocross Cup    | [ 7 ] |
| 2e plaatsen   |               |                   |                                            |               |                         |       |
| 1.            | 2016-2017     | 13 november 2016  | 2° Coupe de France, Bagnoles-de-l'Orne     | C1            | Coupe de France (#1)    |       |
| 2.            | 2016-2017     | 11 december 2016  | 3° Coupe de France, Nommay                 | C1            | Coupe de France (#2)    |       |
| 3.            | 2020-2021     | 11 oktober 2020   | Internationales Radquer, Steinmaur         | C2            | Overige                 |       |
| 4.            | 2020-2021     | 22 december 2020  | Robotland Cyclocross Essen, Essen          | C2            | Ethias Cross            |       |
| 5.            | 2020-2021     | 10 januari 2021   | Franse kampioenschappen, Flamanville       | CN            | Franse kampioenschappen |       |
| 6.            | 2023-2024     | 12 november 2023  | Radquer Hittnau, Hittnau                   | C2            | Swiss Cyclocross Cup    | [ 8 ] |
| 3e plaatsen   |               |                   |                                            |               |                         |       |
| 1.            | 2019-2020     | 12 januari 2020   | Franse kampioenschappen, Flamanville       | CN            | Franse kampioenschappen |       |
| 2.            | 2021-2022     | 16 oktober 2021   | Jingle Cross dag 2, Iowa City              | C2            | USCX Cyclocross Series  |       |
| 3.            | 2024-2025     | 1 november 2024   | Cyclo-cross International de Dijon, Dijon  | C2            | Overige                 | [ 9 ] |